# World Series of Poker 2022
Die World Series of Poker 2022 war die 53. Austragung der Poker-Weltmeisterschaft und fand vom 31. Mai bis 20. Juli 2022 erstmals im Bally’s Las Vegas und Paris Las Vegas in Paradise am Las Vegas Strip statt.

## Turniere

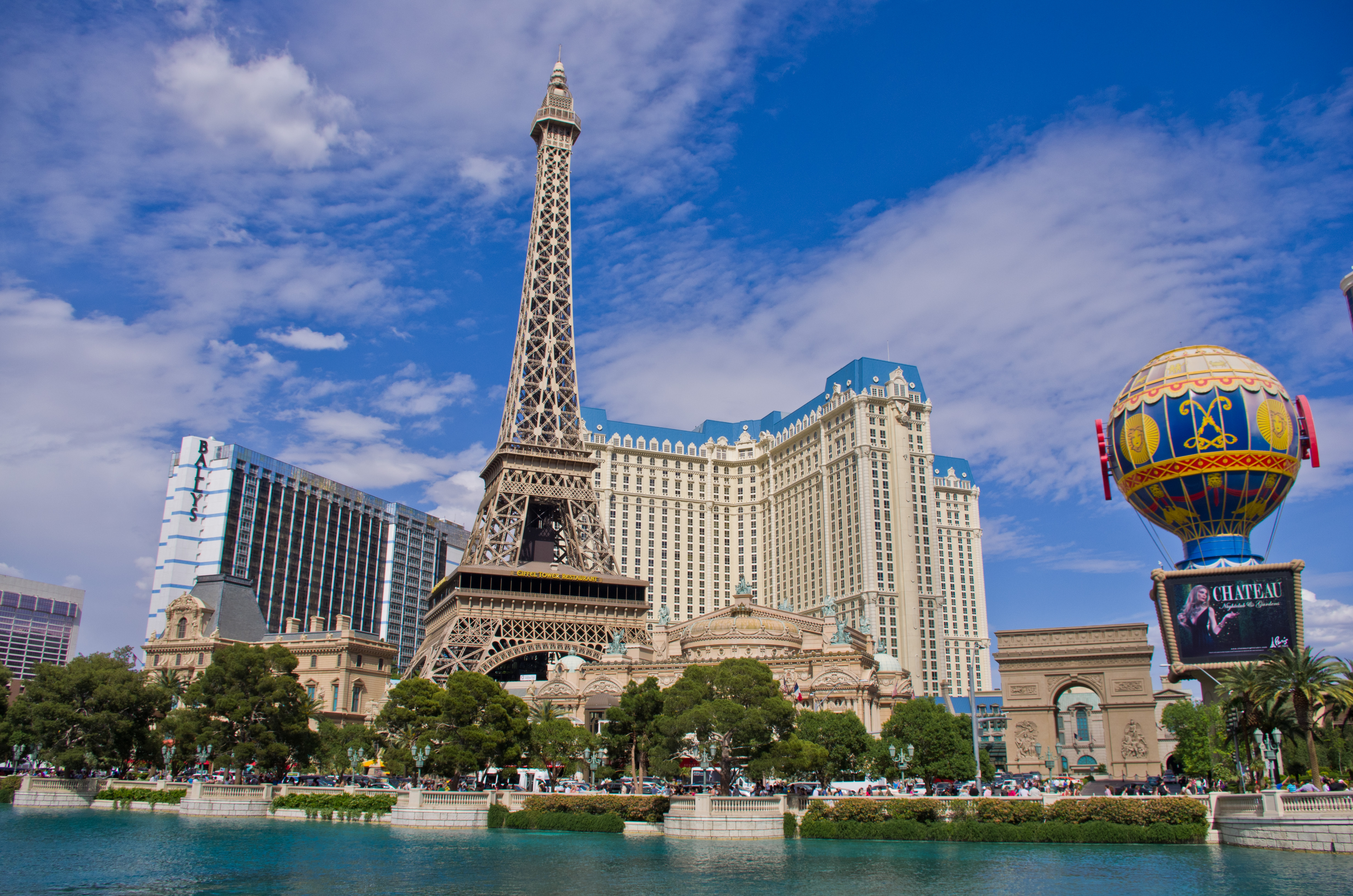
Bally’s (links) und Paris (Mitte) am Las Vegas Strip

### Struktur
Die Turnierserie wurde erstmals im Bally’s Las Vegas und Paris Las Vegas ausgetragen, nachdem sie von 2005 bis 2021 im Rio All-Suite Hotel and Casino ausgespielt worden war. Der vollständige Turnierplan wurde Ende Februar 2021 veröffentlicht. Insgesamt standen 89 Pokerturniere in den Varianten Texas Hold’em, Omaha Hold’em, Seven Card Stud, Razz, 2-7 Triple Draw sowie in den gemischten Varianten H.O.R.S.E., Big Bet Mix, 8-Game und 9-Game auf dem Turnierplan. Der Buy-in lag zwischen 400 und 250.000 US-Dollar. Zudem wurde zum Abschluss zum fünften Mal das Tournament of Champions ausgetragen, an dem alle Braceletgewinner des Jahres sowie alle Gewinner von Turnieren der Circuit-Saison 2021/22 kostenlos teilnehmen konnten und bei dem ein Preispool von einer Million US-Dollar ausgespielt wurde. Alle Turniere mit einem Buy-in von mindestens 10.000 US-Dollar zählten zur PokerGO Tour, die über das Kalenderjahr 2022 lief. Darüber hinaus wurden 29 weitere Events online auf den Plattform WSOP.com, WSOP.com MI und WSOP.com PA ausgespielt. Für einen Turniersieg erhielten die Spieler neben dem Preisgeld ein Bracelet. Mit Kate Kopp und Jessica Teusl waren zwei Frauen siegreich; Daniel Zack, Espen Jørstad und Lawrence Brandt gewannen als einzige Spieler zwei Bracelets.

### Turnierplan

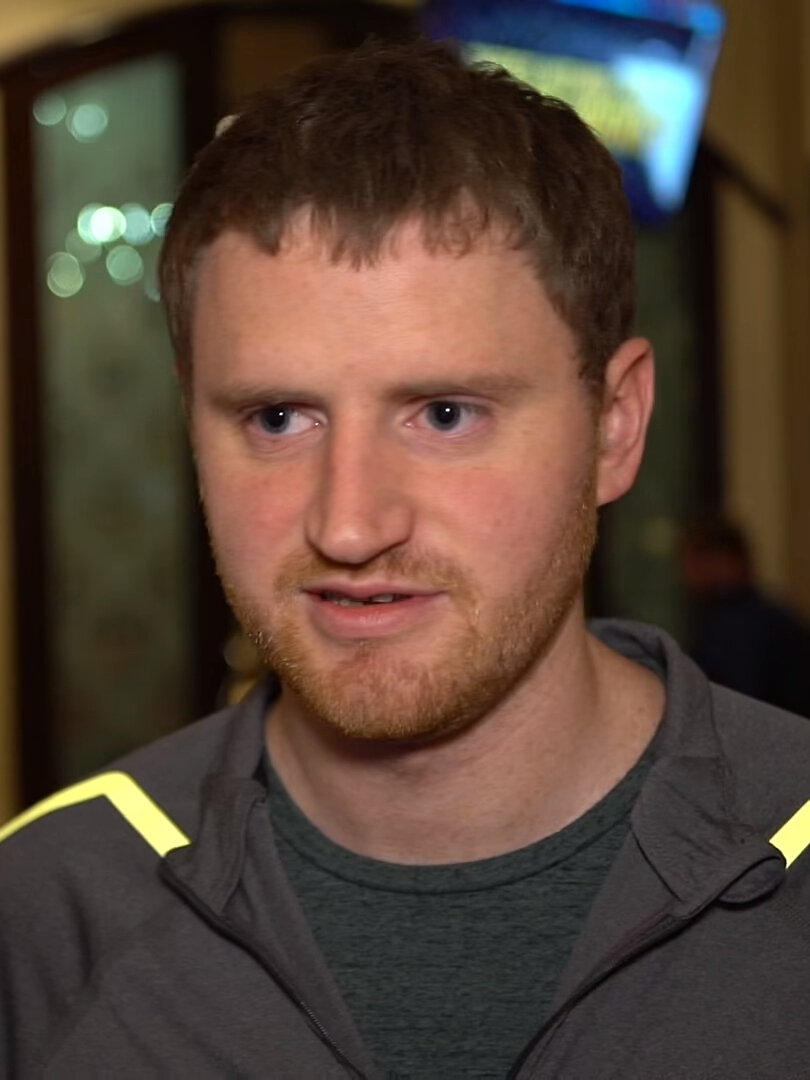
David Peters entschied das erste High Roller Bounty der WSOP-Geschichte für sich

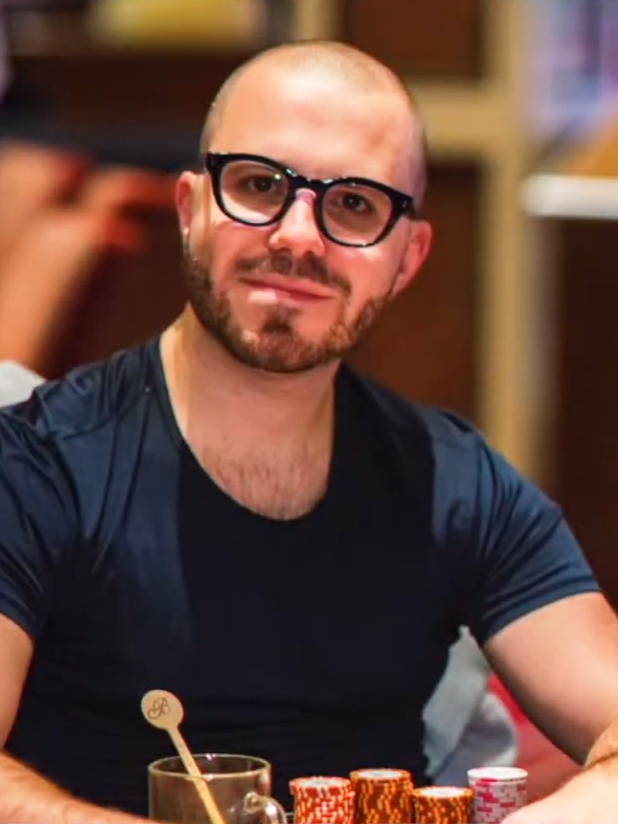
Dan Smith gewann die Heads-Up Championship

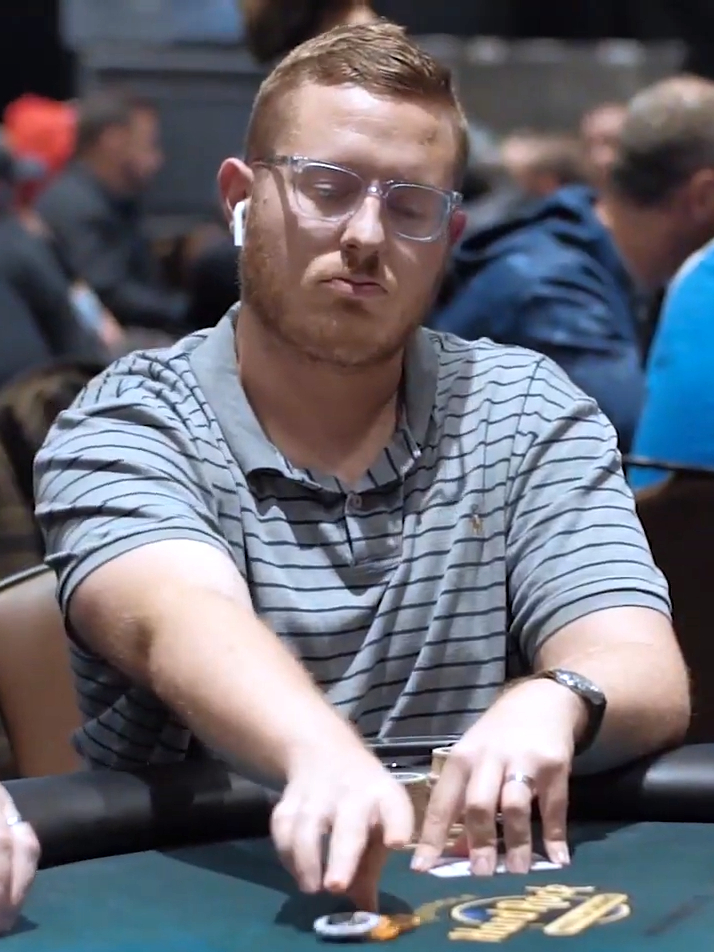
Brian Hastings sicherte sich sein sechstes Bracelet

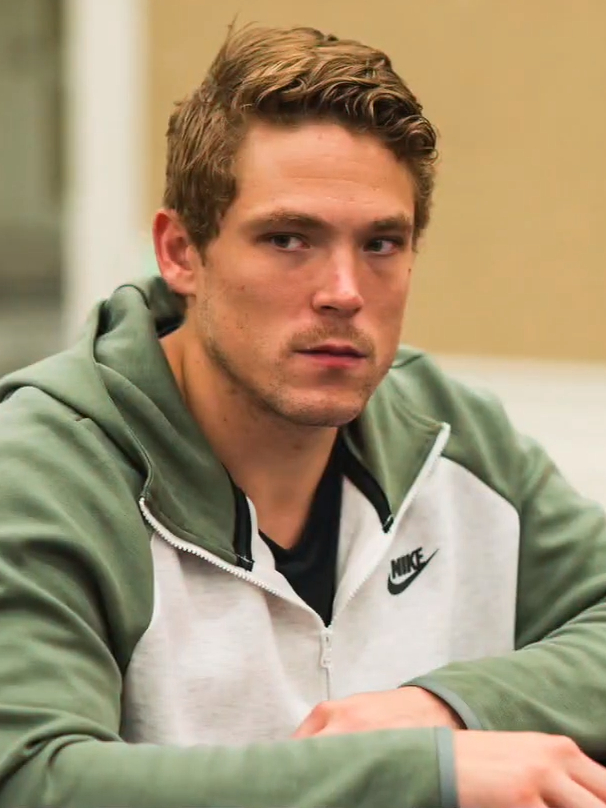
Alex Foxen setzte sich beim Super High Roller durch

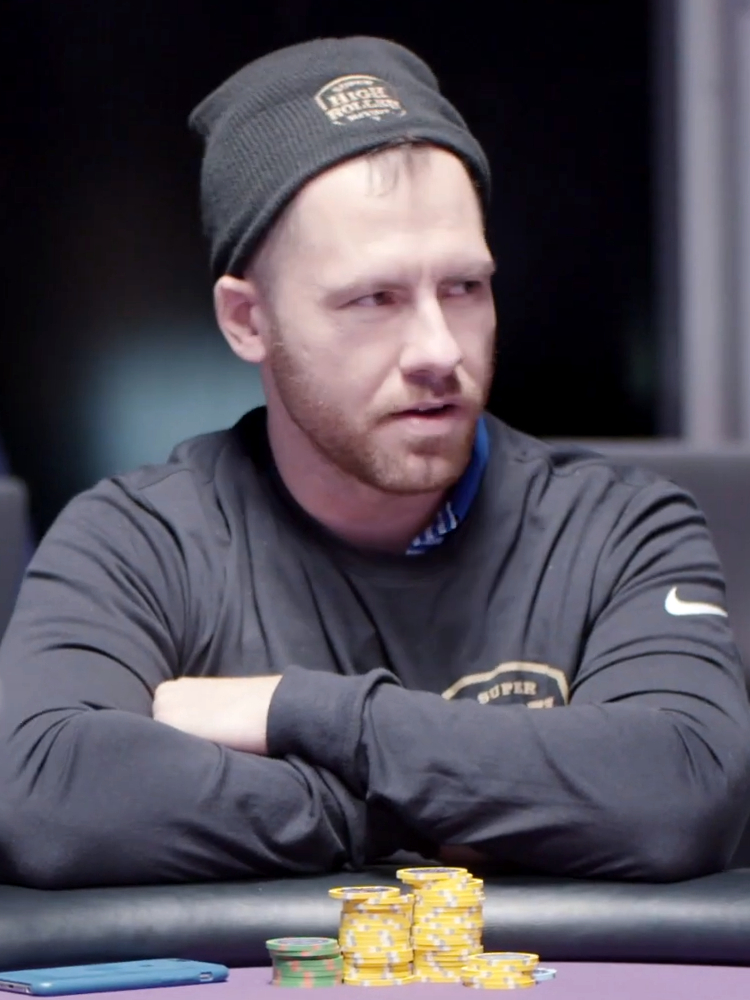
Daniel Cates verteidigte seinen Titel bei der Poker Player’s Championship

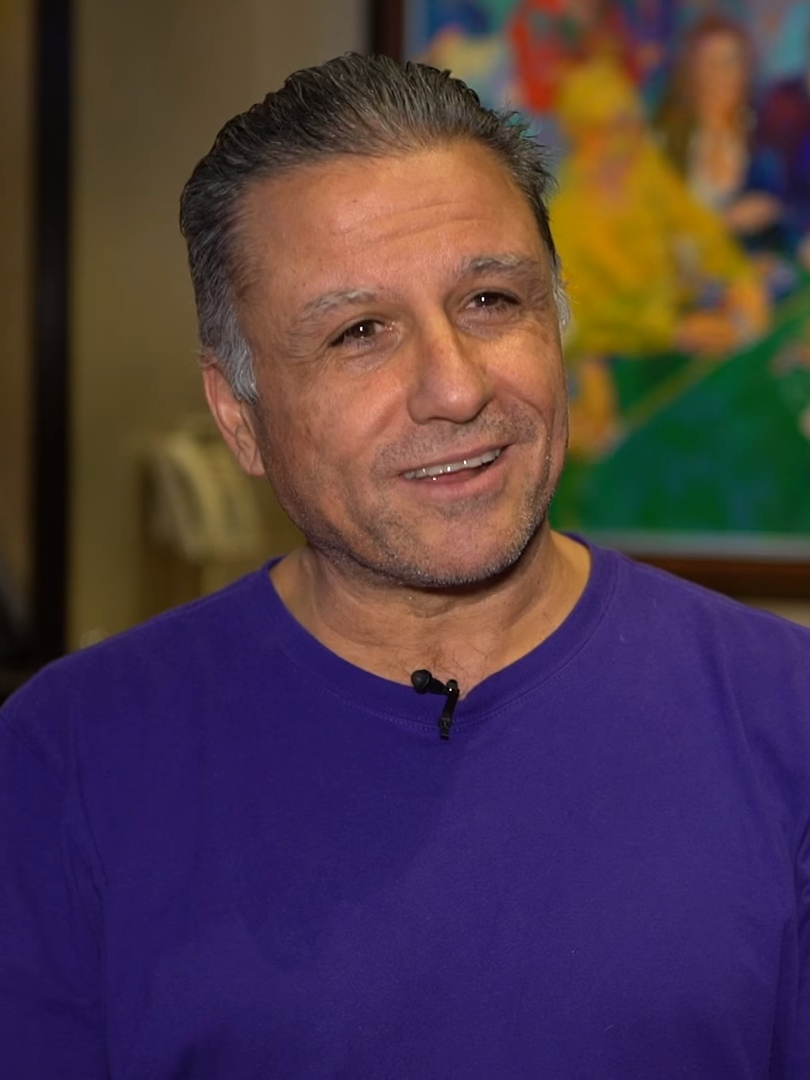
Eli Elezra erhielt sein fünftes Bracelet

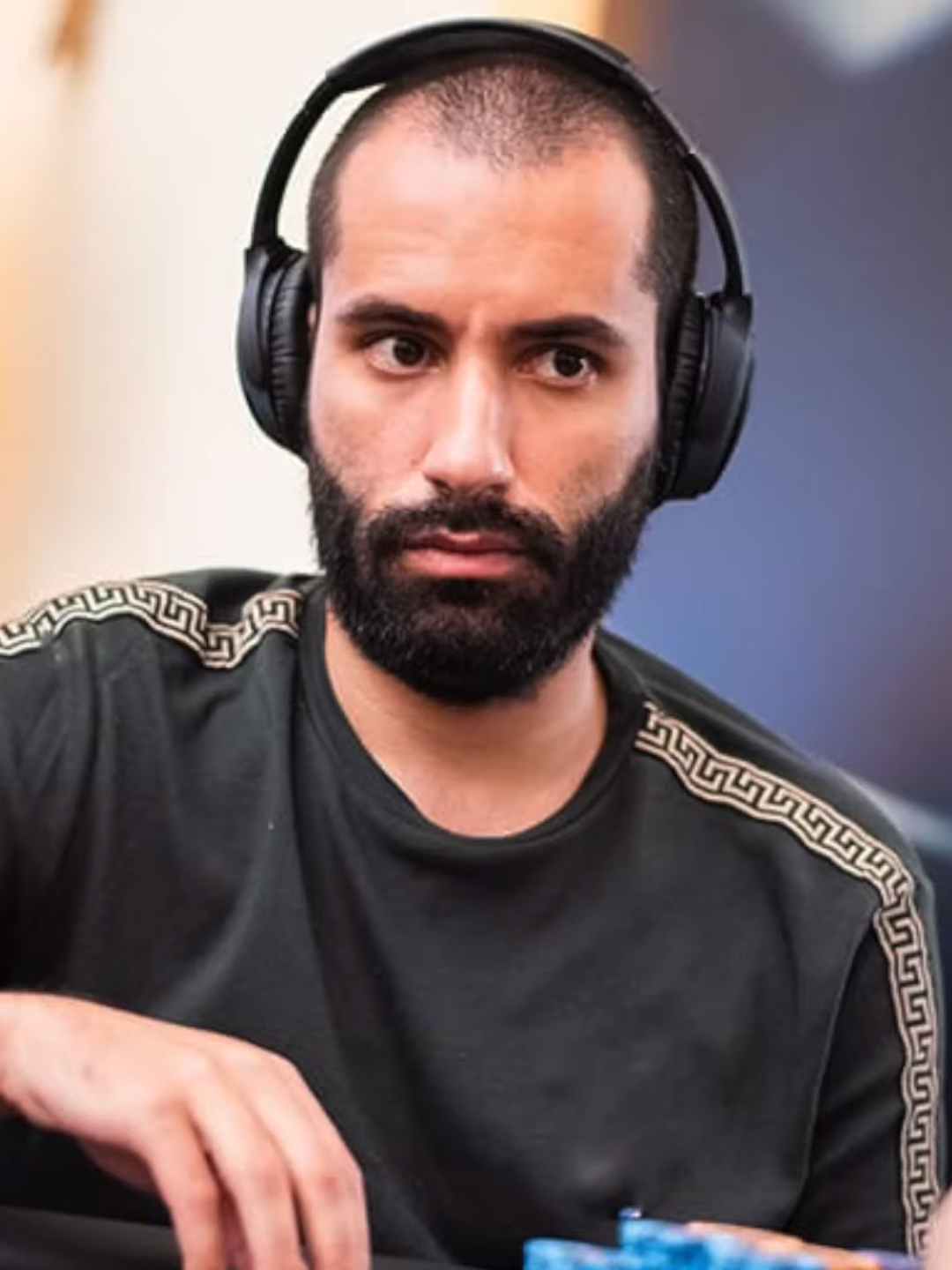
João Vieira gewann ein 50k High Roller

Im Falle eines mehrfachen Braceletgewinners gibt die Zahl hinter dem Spielernamen an, das wievielte Bracelet in diesem Turnier gewonnen wurde.
| #  | Buy-in (in $) | Turnier                                                                    | Turnierbeginn | Teilnehmer | Sieger                | Sieger                | Herkunft               | Herkunft               | Preisgeld (in $) |
| -- | ------------- | -------------------------------------------------------------------------- | ------------- | ---------- | --------------------- | --------------------- | ---------------------- | ---------------------- | ---------------- |
| 01 | 000.500       | Casino Employees No-Limit Hold’em                                          | 31. Mai 2022  | 00.832     | Kate Kopp             | Kate Kopp             | Vereinigte Staaten     | Vereinigte Staaten     | 00.065.168       |
| 02 | 100.000       | High Roller Bounty No-Limit Hold’em                                        | 31. Mai 2022  | 00.046     | David Peters (4)      | David Peters (4)      | Vereinigte Staaten     | Vereinigte Staaten     | 01.166.810       |
| 03 | 002.500       | Freezeout No-Limit Hold’em                                                 | 1. Juni 2022  | 00.752     | Scott Seiver (4)      | Scott Seiver (4)      | Vereinigte Staaten     | Vereinigte Staaten     | 00.320.059       |
| 04 | 001.500       | Dealers Choice 6-Handed                                                    | 1. Juni 2022  | 00.430     | Bradley Ruben (4)     | Bradley Ruben (4)     | Vereinigte Staaten     | Vereinigte Staaten     | 00.126.288       |
| 05 | 000.500       | The Housewarming No-Limit Hold’em                                          | 2. Juni 2022  | 20.080     | Henry Acain           | Henry Acain           | Vereinigte Staaten     | Vereinigte Staaten     | 00.701.215       |
| 06 | 025.000       | Heads Up No-Limit Hold’em Championship                                     | 3. Juni 2022  | 00.064     | Dan Smith             | Dan Smith             | Vereinigte Staaten     | Vereinigte Staaten     | 00.509.717       |
| 07 | 001.500       | Omaha Hi-Lo 8 or Better                                                    | 3. Juni 2022  | 01.086     | Amnon Filippi         | Amnon Filippi         | Vereinigte Staaten     | Vereinigte Staaten     | 00.252.718       |
| 08 | 025.000       | High Roller No-Limit Hold’em 8-Handed                                      | 4. Juni 2022  | 00.251     | Chad Eveslage         | Chad Eveslage         | Vereinigte Staaten     | Vereinigte Staaten     | 01.415.610       |
| 09 | 001.500       | Seven Card Stud                                                            | 4. Juni 2022  | 00.329     | Alex Livingston       | Alex Livingston       | Kanada                 | Kanada                 | 00.103.282       |
| 10 | 010.000       | Dealers Choice 6-Handed Championship                                       | 5. Juni 2022  | 00.123     | Benjamin Diebold      | Benjamin Diebold      | Vereinigte Staaten     | Vereinigte Staaten     | 00.299.488       |
| 11 | 000.600       | No-Limit Hold’em Deepstack                                                 | 6. Juni 2022  | 05.715     | Raj Vohra             | Raj Vohra             | Vereinigte Staaten     | Vereinigte Staaten     | 00.335.286       |
| 12 | 050.000       | High Roller No-Limit Hold’em 8-Handed                                      | 6. Juni 2022  | 00.101     | Jake Schindler        | Jake Schindler        | Vereinigte Staaten     | Vereinigte Staaten     | 01.328.068       |
| 13 | 001.500       | Limit Hold’em                                                              | 6. Juni 2022  | 00.522     | Michael Moncek        | Michael Moncek        | Vereinigte Staaten     | Vereinigte Staaten     | 00.145.856       |
| 14 | 001.500       | 6-Handed No-Limit Hold’em                                                  | 7. Juni 2022  | 02.392     | Leo Soma              | Leo Soma              | Frankreich             | Frankreich             | 00.456.889       |
| 15 | 010.000       | Omaha Hi-Lo 8 or Better Championship                                       | 7. Juni 2022  | 00.196     | Daniel Zack (2)       | Daniel Zack (2)       | Vereinigte Staaten     | Vereinigte Staaten     | 00.440.757       |
| 16 | 003.000       | No-Limit Holdem                                                            | 8. Juni 2022  | 01.240     | Stefan Lehner         | Stefan Lehner         | Osterreich             | Osterreich             | 00.558.616       |
| 17 | 002.500       | Mixed Triple Draw Lowball (Limit)                                          | 8. Juni 2022  | 00.309     | Domnick Sarle         | Domnick Sarle         | Vereinigte Staaten     | Vereinigte Staaten     | 00.164.243       |
| 18 | 001.000       | Freezeout No-Limit Holdem                                                  | 9. Juni 2022  | 02.663     | Bryan Schultz         | Bryan Schultz         | Vereinigte Staaten     | Vereinigte Staaten     | 00.330.057       |
| 19 | 025.000       | High Roller Pot-Limit Omaha (8-Handed)                                     | 9. Juni 2022  | 00.264     | Tong Li               | Tong Li               | China Volksrepublik    | China Volksrepublik    | 01.467.739       |
| 20 | 001.500       | Limit 2-7 Lowball Triple Draw                                              | 9. Juni 2022  | 00.350     | Denis Nesterenko      | Denis Nesterenko      | Russland               | Russland               | 00.108.250       |
| 21 | 001.500       | Monster Stack No-Limit Hold’em                                             | 10. Juni 2022 | 06.501     | Mike Jukich           | Mike Jukich           | Vereinigte Staaten     | Vereinigte Staaten     | 00.966.577       |
| 22 | 010.000       | Seven Card Stud Championship                                               | 10. Juni 2022 | 00.096     | Adam Friedman (5)     | Adam Friedman (5)     | Vereinigte Staaten     | Vereinigte Staaten     | 00.248.254       |
| 23 | 003.000       | 6-Handed Limit Hold’em                                                     | 11. Juni 2022 | 00.213     | Jeremy Ausmus (4)     | Jeremy Ausmus (4)     | Vereinigte Staaten     | Vereinigte Staaten     | 00.142.147       |
| 24 | 001.000       | Flip & Go No-Limit Hold’em Presented by GG Poker                           | 12. Juni 2022 | 01.329     | Christopher Chatman   | Christopher Chatman   | Vereinigte Staaten     | Vereinigte Staaten     | 00.187.770       |
| 25 | 000.800       | No-Limit Hold’em Deepstack                                                 | 12. Juni 2022 | 04.062     | Rajaee Wazwaz         | Rajaee Wazwaz         | Vereinigte Staaten     | Vereinigte Staaten     | 00.358.346       |
| 26 | 010.000       | Limit Hold’em Championship                                                 | 12. Juni 2022 | 00.092     | Jonathan Cohen        | Jonathan Cohen        | Vereinigte Staaten     | Vereinigte Staaten     | 00.245.678       |
| 27 | 001.500       | Shootout No-Limit Hold’em                                                  | 13. Juni 2022 | 01.000     | Michael Simhai        | Michael Simhai        | Vereinigte Staaten     | Vereinigte Staaten     | 00.240.480       |
| 28 | 050.000       | High Roller Pot-Limit Omaha                                                | 13. Juni 2022 | 00.106     | Robert Cowen (2)      | Robert Cowen (2)      | Vereinigtes Konigreich | Vereinigtes Konigreich | 01.393.816       |
| 29 | 001.500       | No-Limit 2-7 Lowball Draw                                                  | 13. Juni 2022 | 00.437     | Maxx Coleman          | Maxx Coleman          | Vereinigte Staaten     | Vereinigte Staaten     | 00.127.809       |
| 30 | 001.000       | Pot-Limit Omaha 8-Handed                                                   | 14. Juni 2022 | 01.891     | Daniel Weinman        | Daniel Weinman        | Vereinigte Staaten     | Vereinigte Staaten     | 00.255.359       |
| 31 | 010.000       | Limit 2-7 Lowball Triple Draw Championship                                 | 14. Juni 2022 | 00.118     | Brian Hastings (6)    | Brian Hastings (6)    | Vereinigte Staaten     | Vereinigte Staaten     | 00.292.146       |
| 32 | 001.500       | H.O.R.S.E.                                                                 | 15. Juni 2022 | 00.773     | Steve Albini (2)      | Steve Albini (2)      | Vereinigte Staaten     | Vereinigte Staaten     | 00.196.089       |
| 33 | 003.000       | 6-Handed No-Limit Hold’em                                                  | 15. Juni 2022 | 01.348     | Nino Ullmann          | Nino Ullmann          | Deutschland            | Deutschland            | 00.594.079       |
| 34 | 001.500       | Freezeout No-Limit Holdem                                                  | 16. Juni 2022 | 01.774     | Justin Pechie (2)     | Justin Pechie (2)     | Vereinigte Staaten     | Vereinigte Staaten     | 00.364.899       |
| 35 | 002.500       | Mixed Big Bet Event                                                        | 16. Juni 2022 | 00.281     | Lok Chan              | Lok Chan              | Hongkong               | Hongkong               | 00.144.338       |
| 36 | 001.500       | Seven Card Stud Hi-Lo 8 or Better                                          | 16. Juni 2022 | 00.471     | Ali Eslami            | Ali Eslami            | Vereinigte Staaten     | Vereinigte Staaten     | 00.135.260       |
| 37 | 001.500       | Millionaire Maker No-Limit Hold’em                                         | 17. Juni 2022 | 07.961     | Julijan Kolew (2)     | Julijan Kolew (2)     | Bulgarien              | Bulgarien              | 01.125.141       |
| 38 | 010.000       | No-Limit 2-7 Lowball Draw Championship                                     | 17. Juni 2022 | 00.121     | Pedro Bromfman        | Pedro Bromfman        | Brasilien              | Brasilien              | 00.294.616       |
| 39 | 003.000       | 6-Handed Pot-Limit Omaha                                                   | 18. Juni 2022 | 00.719     | Fabian Brandes        | Fabian Brandes        | Deutschland            | Deutschland            | 00.371.358       |
| 40 | 010.000       | Seven Card Stud Hi-Lo 8 or Better Championship                             | 18. Juni 2022 | 00.137     | Daniel Zack (3)       | Daniel Zack (3)       | Vereinigte Staaten     | Vereinigte Staaten     | 00.324.174       |
| 41 | 001.000       | Super Turbo Bounty No-Limit Hold’em (freezeout)                            | 19. Juni 2022 | 02.227     | Ramsey Stovall        | Ramsey Stovall        | Vereinigte Staaten     | Vereinigte Staaten     | 00.191.268       |
| 42 | 100.000       | High Roller No-Limit Hold’em                                               | 19. Juni 2022 | 00.062     | Aleksejs Ponakovs (2) | Aleksejs Ponakovs (2) | Lettland               | Lettland               | 01.897.363       |
| 43 | 000.500       | Freezeout No-Limit Holdem                                                  | 20. Juni 2022 | 04.786     | David Perry           | David Perry           | Vereinigte Staaten     | Vereinigte Staaten     | 00.241.729       |
| 44 | 010.000       | H.O.R.S.E. Championship                                                    | 20. Juni 2022 | 00.209     | Andrew Yeh            | Andrew Yeh            | Vereinigte Staaten     | Vereinigte Staaten     | 00.487.129       |
| 45 | 001.500       | Pot-Limit Omaha (8-Handed)                                                 | 21. Juni 2022 | 01.438     | Phillip Hui (3)       | Phillip Hui (3)       | Vereinigte Staaten     | Vereinigte Staaten     | 00.311.782       |
| 46 | 005.000       | 6-Handed No-Limit Hold’em                                                  | 21. Juni 2022 | 00.920     | Jonathan Pastore      | Jonathan Pastore      | Frankreich             | Frankreich             | 00.771.765       |
| 47 | 001.000       | Seniors No-Limit Hold’em Championship                                      | 22. Juni 2022 | 07.188     | Eric Smidinger        | Eric Smidinger        | Vereinigte Staaten     | Vereinigte Staaten     | 00.694.909       |
| 48 | 001.500       | Eight Game Mix 6-Handed                                                    | 22. Juni 2022 | 00.695     | Menikos Panagiotou    | Menikos Panagiotou    | Zypern Republik        | Zypern Republik        | 00.180.783       |
| 49 | 002.000       | No-Limit Holdem                                                            | 23. Juni 2022 | 01.977     | Simeon Spassow        | Simeon Spassow        | Bulgarien              | Bulgarien              | 00.527.944       |
| 50 | 250.000       | Super High Roller No-Limit Hold’em                                         | 23. Juni 2022 | 00.056     | Alex Foxen            | Alex Foxen            | Vereinigte Staaten     | Vereinigte Staaten     | 04.563.700       |
| 51 | 000.400       | Colossus No-Limit Hold’em                                                  | 24. Juni 2022 | 13.565     | Paul Hizer            | Paul Hizer            | Vereinigtes Konigreich | Vereinigtes Konigreich | 00.414.490       |
| 52 | 002.500       | Nine Game Mix 6-Handed                                                     | 24. Juni 2022 | 00.456     | KT Park               | KT Park               | Vereinigte Staaten     | Vereinigte Staaten     | 00.219.799       |
| 53 | 005.000       | Mixed No-Limit Hold’em; Pot-Limit Omaha (8-Handed)                         | 25. Juni 2022 | 00.788     | João Simão (2)        | João Simão (2)        | Brasilien              | Brasilien              | 00.686.242       |
| 54 | 000.500       | Salute to Warriors – No-Limit Hold’em                                      | 26. Juni 2022 | 03.079     | James Todd            | James Todd            | Vereinigte Staaten     | Vereinigte Staaten     | 00.161.256       |
| 55 | 001.000       | Tag Team No-Limit Hold’em                                                  | 26. Juni 2022 | 00.913     | Espen Jørstad         | Patrick Leonard       | Norwegen               | Vereinigtes Konigreich | 00.148.084       |
| 56 | 050.000       | Poker Players Championship 6-Handed                                        | 26. Juni 2022 | 00.112     | Daniel Cates (2)      | Daniel Cates (2)      | Vereinigte Staaten     | Vereinigte Staaten     | 01.449.103       |
| 57 | 000.600       | Deepstack Championship No-Limit Hold’em                                    | 27. Juni 2022 | 04.913     | Tamás Lendvai         | Tamás Lendvai         | Ungarn                 | Ungarn                 | 00.299.464       |
| 58 | 001.500       | Pot-Limit Omaha Hi-Lo 8 or Better (8-Handed)                               | 27. Juni 2022 | 01.303     | Lawrence Brandt       | Lawrence Brandt       | Vereinigte Staaten     | Vereinigte Staaten     | 00.289.610       |
| 59 | 001.000       | Super Seniors No-Limit Hold’em                                             | 28. Juni 2022 | 02.669     | Massoud Eskandari     | Massoud Eskandari     | Vereinigte Staaten     | Vereinigte Staaten     | 00.330.609       |
| 60 | 010.000       | Short Deck No-Limit Hold’em                                                | 28. Juni 2022 | 00.110     | Shota Nakanishi       | Shota Nakanishi       | Japan                  | Japan                  | 00.277.212       |
| 61 | 001.000       | Ladies No-Limit Hold’em Championship                                       | 29. Juni 2022 | 01.074     | Jessica Teusl         | Jessica Teusl         | Osterreich             | Osterreich             | 00.166.975       |
| 62 | 001.500       | Super Turbo Bounty No-Limit Hold’em (freezeout)                            | 29. Juni 2022 | 02.569     | Dash Dudley (3)       | Dash Dudley (3)       | Vereinigte Staaten     | Vereinigte Staaten     | 00.301.396       |
| 63 | 010.000       | Pot-Limit Omaha Hi-Lo 8 or Better Championship (8-Handed)                  | 29. Juni 2022 | 00.284     | Eli Elezra (5)        | Eli Elezra (5)        | Vereinigte Staaten     | Vereinigte Staaten     | 00.611.362       |
| 64 | 000.600       | Pot-Limit Omaha Deepstack (8-Handed)                                       | 30. Juni 2022 | 02.265     | Konstantin Angelov    | Konstantin Angelov    | Vereinigte Staaten     | Vereinigte Staaten     | 00.199.466       |
| 65 | 003.000       | Freezeout No-Limit Hold’em                                                 | 30. Juni 2022 | 01.359     | David Jackson (2)     | David Jackson (2)     | Vereinigte Staaten     | Vereinigte Staaten     | 00.598.173       |
| 66 | 001.000       | Mini Main Event No-Limit Hold’em (freezeout)                               | 1. Juli 2022  | 05.833     | Young Sik             | Young Sik             | Vereinigte Staaten     | Vereinigte Staaten     | 00.593.985       |
| 67 | 010.000       | Super Turbo Bounty No-Limit Hold’em (freezeout)                            | 1. Juli 2022  | 00.419     | Nacho Barbero         | Nacho Barbero         | Argentinien            | Argentinien            | 00.587.520       |
| 68 | 001.000       | Million Dollar Bounty No-Limit Hold’em                                     | 2. Juli 2022  | 14.112     | Quincy Borland        | Quincy Borland        | Vereinigte Staaten     | Vereinigte Staaten     | 00.750.120       |
| 69 | 010.000       | Pot-Limit Omaha 8-Handed Championship                                      | 2. Juli 2022  | 00.683     | Sean Troha            | Sean Troha            | Vereinigte Staaten     | Vereinigte Staaten     | 01.246.770       |
| 70 | 010.000       | Main Event No-Limit Hold’em World Championship                             | 3. Juli 2022  | 08.663     | Espen Jørstad (2)     | Espen Jørstad (2)     | Norwegen               | Norwegen               | 10.000.000       |
| 71 | 001.111       | One More for One Drop No-Limit Hold’em                                     | 7. Juli 2022  | 05.702     | Mike Allis            | Mike Allis            | Vereinigte Staaten     | Vereinigte Staaten     | 00.535.610       |
| 72 | 001.500       | Mixed: Pot-Limit Omaha Hi-Lo 8 or Better; Omaha Hi Lo 8 or Better; ’Big O’ | 7. Juli 2022  | 00.771     | Bradley Anderson      | Bradley Anderson      | Vereinigte Staaten     | Vereinigte Staaten     | 00.195.565       |
| 73 | 001.500       | Razz                                                                       | 8. Juli 2022  | 00.383     | Daniel Strelitz (2)   | Daniel Strelitz (2)   | Vereinigte Staaten     | Vereinigte Staaten     | 00.115.723       |
| 74 | 001.500       | Bounty Pot-Limit Omaha 8-Handed                                            | 9. Juli 2022  | 01.388     | Pei Li                | Pei Li                | Kanada                 | Kanada                 | 00.190.219       |
| 75 | 000.777       | Lucky 7’s No-Limit Hold’em 7-Handed                                        | 10. Juli 2022 | 06.903     | Gregory Teboul        | Gregory Teboul        | Frankreich             | Frankreich             | 00.777.777       |
| 76 | 001.979       | Poker Hall of Fame Bounty No-Limit Hold’em                                 | 10. Juli 2022 | 00.865     | Jin-ho Hong           | Jin-ho Hong           | Korea Sud              | Korea Sud              | 00.276.067       |
| 77 | 001.500       | Mixed No-Limit Hold’em; Pot-Limit Omaha (8-Handed)                         | 11. Juli 2022 | 01.234     | Sandeep Pulusani (2)  | Sandeep Pulusani (2)  | Vereinigte Staaten     | Vereinigte Staaten     | 00.277.949       |
| 78 | 002.500       | No-Limit Hold’em                                                           | 11. Juli 2022 | 01.364     | Sébastien Aubé        | Sébastien Aubé        | Kanada                 | Kanada                 | 00.499.636       |
| 79 | 010.000       | Razz Championship                                                          | 12. Juli 2022 | 00.139     | Julien Martini (4)    | Julien Martini (4)    | Frankreich             | Frankreich             | 00.328.906       |
| 80 | 000.600       | Mixed No-Limit Hold’em; Pot-Limit Omaha Deepstack (8-Handed)               | 13. Juli 2022 | 02.107     | Romans Voitovs        | Romans Voitovs        | Lettland               | Lettland               | 00.158.609       |
| 81 | 005.000       | Freezeout No-Limit Hold’em 8-Handed                                        | 13. Juli 2022 | 00.736     | Mo Arani              | Mo Arani              | Vereinigte Staaten     | Vereinigte Staaten     | 00.665.459       |
| 82 | 000.800       | 8-Handed No-Limit Hold’em Deepstack                                        | 14. Juli 2022 | 02.820     | Richard Alsup         | Richard Alsup         | Vereinigte Staaten     | Vereinigte Staaten     | 00.272.065       |
| 83 | 050.000       | High Roller No-Limit Hold’em                                               | 14. Juli 2022 | 00.107     | João Vieira (2)       | João Vieira (2)       | Portugal               | Portugal               | 01.384.415       |
| 84 | 003.000       | H.O.R.S.E.                                                                 | 14. Juli 2022 | 00.328     | Lawrence Brandt (2)   | Lawrence Brandt (2)   | Vereinigte Staaten     | Vereinigte Staaten     | 00.205.139       |
| 85 | 001.500       | The Closer – No-Limit Hold’em                                              | 15. Juli 2022 | 02.039     | Minh Nguyen           | Minh Nguyen           | Vereinigte Staaten     | Vereinigte Staaten     | 00.536.280       |
| 86 | 010.000       | 6-Handed No-Limit Hold’em Championship                                     | 15. Juli 2022 | 00.394     | Gregory Jensen        | Gregory Jensen        | Vereinigte Staaten     | Vereinigte Staaten     | 00.824.649       |
| 87 | 005.000       | 8-Handed No-Limit Hold’em                                                  | 16. Juli 2022 | 00.573     | Michael Wang (2)      | Michael Wang (2)      | Vereinigte Staaten     | Vereinigte Staaten     | 00.541.604       |
| 88 | 001.000       | Super Turbo No-Limit Hold’em                                               | 17. Juli 2022 | 01.288     | Jaspal Brar           | Jaspal Brar           | Kanada                 | Kanada                 | 00.190.731       |
| 89 | 000.000       | Tournament of Champions                                                    | 18. Juli 2022 | 00.470     | Benjamin Kaupp        | Benjamin Kaupp        | Vereinigte Staaten     | Vereinigte Staaten     | 00.250.000       |

### Main Event
Das Main Event wurde vom 3. bis 16. Juli 2022 gespielt. In der finalen Hand gewann Jørstad mit Q♦ 2♠ gegen Attenborough mit J♣ 4♠.
| Platz | Herkunft               | Spieler             | Alter * | Preisgeld (in $) |
| ----- | ---------------------- | ------------------- | ------- | ---------------- |
| 1     | Norwegen               | Espen Jørstad       | 34      | 10.000.000       |
| 2     | Australien             | Adrian Attenborough | 28      | 06.000.000       |
| 3     | Argentinien            | Michael Duek        | 23      | 04.000.000       |
| 4     | Vereinigtes Konigreich | John Eames          | 33      | 03.000.000       |
| 5     | Kroatien               | Matija Dobrić       | 32      | 02.250.000       |
| 6     | Vereinigte Staaten     | Jeffrey Farnes      | 39      | 01.750.000       |
| 7     | Kanada                 | Aaron Duczak        | 40      | 01.350.000       |
| 8     | Vereinigtes Konigreich | Philippe Souki      | 33      | 01.075.000       |
| 9     | Vereinigte Staaten     | Matthew Su          | 34      | 00.850.675       |
| 10    | Vereinigte Staaten     | Asher Conniff       | 34      | 00.675.000       |

### Onlineturniere

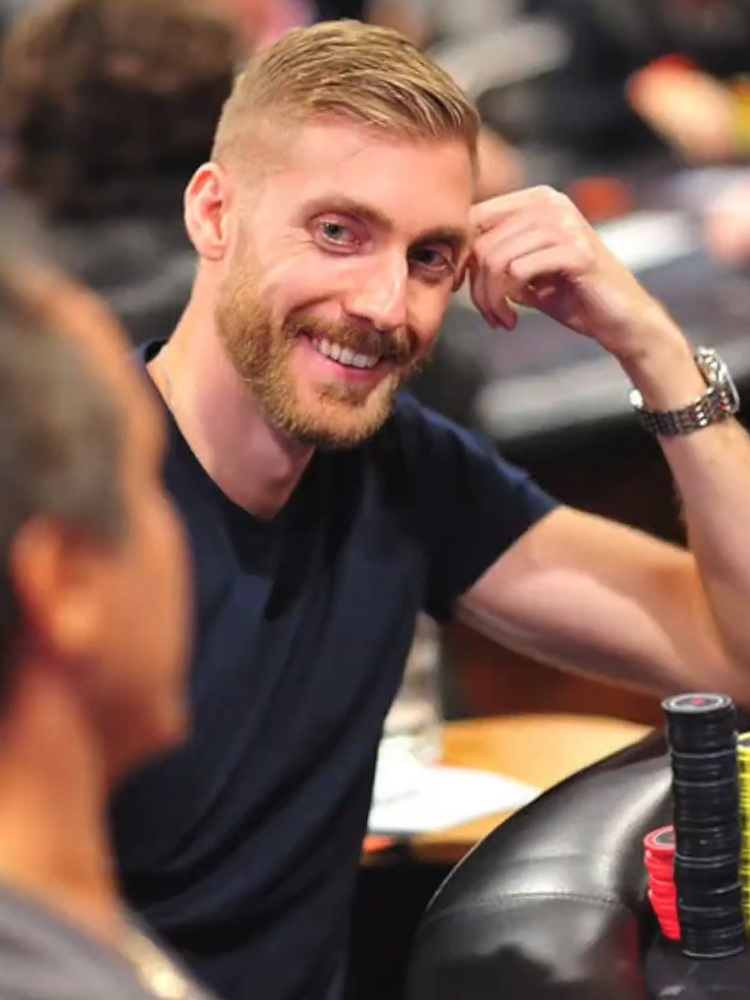
Manig Löser sicherte sich sein zweites Bracelet

Im Falle eines mehrfachen Braceletgewinners gibt die Zahl hinter dem Spielernamen an, das wievielte Bracelet in diesem Turnier gewonnen wurde.

#### WSOP.com
| #  | Buy-in (in $) | Turnier                                          | Turnierbeginn | Teilnehmer | Sieger             | Herkunft               | Preisgeld (in $) |
| -- | ------------- | ------------------------------------------------ | ------------- | ---------- | ------------------ | ---------------------- | ---------------- |
| 1  | 5300          | WSOP.com No Limit Hold’em High Roller Freezeout  | 5. Juni 2022  | 0218       | Norbert Szécsi (3) | Ungarn                 | 288.850          |
| 2  | 0500          | WSOP.com No Limit Hold’em Big $500               | 5. Juni 2022  | 1213       | Manig Löser (2)    | Deutschland            | 127.153          |
| 3  | 0400          | WSOP.com No Limit Hold’em Ultra Deepstack        | 12. Juni 2022 | 1641       | Brian Altman       | Vereinigte Staaten     | 110.662          |
| 4  | 1000          | WSOP.com PLO 6-Max                               | 19. Juni 2022 | 0470       | Matt Szymaszek     | Vereinigte Staaten     | 141.705          |
| 5  | 0600          | WSOP.com Online Deepstack Championship           | 26. Juni 2022 | 1248       | William Corvino    | Vereinigte Staaten     | 149.319          |
| 6  | 0500          | WSOP.com No Limit Hold’em Turbo Deepstack        | 28. Juni 2022 | 1746       | Martin Stojanow    | Bulgarien              | 132.783          |
| 7  | 0500          | WSOP.com No Limit Hold’em Deepstack              | 3. Juli 2022  | 2161       | Sane Chung         | Vereinigte Staaten     | 149.729          |
| 8  | 7777          | WSOP.com Lucky 7’s NL Hold’em High Roller        | 10. Juli 2022 | 0199       | Harry Lodge        | Vereinigtes Konigreich | 396.666          |
| 9  | 1000          | WSOP.com NL Hold’em Online Bracelet Championship | 10. Juli 2022 | 0994       | Yevgeniy Minakrin  | Vereinigte Staaten     | 238.315          |
| 10 | 3200          | WSOP.com NL Hold’em High Roller 8-Max            | 12. Juli 2022 | 0442       | Julien Perouse     | Frankreich             | 324.767          |
| 11 | 0777          | WSOP.com NL Hold’em Lucky 7’s Second Chance      | 16. Juli 2022 | 0781       | Fred Li            | Vereinigte Staaten     | 159.059          |
| 12 | 5300          | WSOP.com NL Hold’em High Roller Freezeout Encore | 17. Juli 2022 | 0245       | Gianluca Speranza  | Italien                | 324.625          |
| 13 | 0500          | WSOP.com NL Hold’em Summer Saver                 | 17. Juli 2022 | 1648       | Shaun O’Donnell    | Vereinigte Staaten     | 125.330          |

#### WSOP.com MI
| # | Buy-in (in $) | Turnier                                       | Turnierbeginn | Teilnehmer | Sieger            | Herkunft           | Preisgeld (in $) |
| - | ------------- | --------------------------------------------- | ------------- | ---------- | ----------------- | ------------------ | ---------------- |
| 1 | 0500          | No-Limit Hold’em Big $500                     | 5. Juni 2022  | 242        | Brett Blackwood   | Vereinigte Staaten | 35.559           |
| 2 | 0400          | No-Limit Hold’em Ultra Deepstack              | 12. Juni 2022 | 275        | Todd Estes        | Vereinigte Staaten | 27.896           |
| 3 | 0500          | Pot-Limit Omaha 6-Max                         | 19. Juni 2022 | 141        | John Macleod      | Vereinigte Staaten | 21.387           |
| 4 | 0600          | Online Deepstack Championship                 | 26. Juni 2022 | 176        | Adam Kittle       | Vereinigte Staaten | 30.420           |
| 5 | 0500          | No-Limit Hold’em Deepstack                    | 3. Juli 2022  | 180        | Freddie Kirkland  | Vereinigte Staaten | 26.038           |
| 6 | 1000          | No-Limit Hold’em Online Bracelet Championship | 10. Juli 2022 | 108        | Cade Lautenbacher | Vereinigte Staaten | 28.829           |
| 7 | 0777          | No Limit Hold’em Lucky 7’s                    | 16. Juli 2022 | 098        | Ryan Hiller       | Vereinigte Staaten | 21.947           |
| 8 | 0500          | No-Limit Hold’em Summer Saver                 | 17. Juli 2022 | 179        | Matthew Garza     | Vereinigte Staaten | 27.824           |

#### WSOP.com PA
| # | Buy-in (in $) | Turnier                                       | Turnierbeginn | Teilnehmer | Sieger              | Herkunft           | Preisgeld (in $) |
| - | ------------- | --------------------------------------------- | ------------- | ---------- | ------------------- | ------------------ | ---------------- |
| 1 | 0500          | No-Limit Hold’em Big $500                     | 5. Juni 2022  | 204        | Joseph Kuczewski    | Vereinigte Staaten | 30.970           |
| 2 | 0400          | No-Limit Hold’em Ultra Deepstack              | 12. Juni 2022 | 218        | Christopher Perkins | Vereinigte Staaten | 24.960           |
| 3 | 0500          | Pot-Limit Omaha 6-Max                         | 19. Juni 2022 | 090        | Mark Dellavecchio   | Vereinigte Staaten | 17.292           |
| 4 | 0600          | Online Deepstack Championship                 | 26. Juni 2022 | 153        | Stephen Jarrett     | Vereinigte Staaten | 26.979           |
| 5 | 0500          | No-Limit Hold’em Deepstack                    | 3. Juli 2022  | 136        | Jonas Wexler        | Vereinigte Staaten | 19.615           |
| 6 | 1000          | No-Limit Hold’em Online Bracelet Championship | 10. Juli 2022 | 094        | Alex Schwint        | Vereinigte Staaten | 27.055           |
| 7 | 0777          | No Limit Hold’em Lucky 7’s                    | 16. Juli 2022 | 089        | Peter Williamson    | Vereinigte Staaten | 20.519           |
| 8 | 0500          | No-Limit Hold’em Summer Saver                 | 17. Juli 2022 | 166        | Ryan Messick        | Vereinigte Staaten | 24.300           |

## Player of the Year
Die Auszeichnung als Player of the Year erhielt der Spieler, der über alle Turniere hinweg die meisten Punkte sammelte. Dazu zählten auch die online ausgespielten Turniere. Von der Wertung waren nicht für alle Spieler zugängliche Turniere ausgenommen, dies betraf das Casino Employees, das Seniors und Super Seniors, die Ladies Championship, das Tag-Team-Event sowie das Tournament of Champions. Sieger Daniel Zack gewann 2 Bracelets, erreichte insgesamt 4 Finaltische und 16-mal die Geldränge, womit er sich Preisgelder von knapp 1,5 Millionen US-Dollar sicherte.
| Platz | Herkunft           | Spieler        | Punkte  |
| ----- | ------------------ | -------------- | ------- |
| 1     | Vereinigte Staaten | Daniel Zack    | 4530,64 |
| 2     | Vereinigte Staaten | Daniel Weinman | 4040,20 |
| 3     | Deutschland        | Koray Aldemir  | 3275,02 |
| 4     | Vereinigte Staaten | Shaun Deeb     | 3197,65 |
| 5     | Vereinigte Staaten | David Peters   | 2982,08 |
| 6     | Vereinigte Staaten | Yueqi Zhu      | 2766,27 |
| 7     | Portugal           | João Vieira    | 2752,88 |
| 8     | Brasilien          | João Simão     | 2735,76 |
| 9     | Vereinigte Staaten | Alex Foxen     | 2548,47 |
| 10    | Vereinigte Staaten | Brian Rast     | 2520,06 |

## Expansionen
Vom 14. August bis 18. Oktober 2022 erfolgte die dritte Austragung der World Series of Poker Online mit insgesamt 78 Turnieren. Vom 26. Oktober bis 16. November 2022 wurden im King’s Resort im tschechischen Rozvadov bei der World Series of Poker Europe 15 Bracelets ausgespielt.